# Matteus (namn)
Mansnamnet Matteus är en latinsk variant av det grekiska namnet Matthaios. Ytterst kommer det från hebreiskans Mattityahu. Betydelsen är Herrens gåva.
En av de fyra evangelisterna hette Matteus.
Namnet är ovanligt. Det har inte fått samma uppsving som de övriga evangelistnamnen Markus, Lukas och Johannes fått under 1990-talet.
Den 21 september 2016 fanns det totalt 1169 personer i Sverige med namnet Matteus, varav 650 med det som förstanamn/tilltalsnamn.
År 2003 fick 48 pojkar namnet, varav 32 fick det som tilltalsnamn.

## Personer med namnet Matteus
- Matteus – apostel och evangelist
- Mateus Frroku – albansk sångare och skådespelare
- Matteus Berglund – svensk disponent och politiker (FP)
- Matheus Enholm – svensk politiker (SD)
- Matteus Apelles von Löwenstern – tysk kompositör och psalmförfattare
- Johann Matteus Meyfart – tysk teologie professor och rektor
- Matteus Ward – svensk ishockeymålvakt
- Lothar Matthäus – tysk fotbollsspelare och tränare

Namnsdag: 21 september, (1993-2000: 18 oktober).

## Namnvarianter
Mattias, Mateo (spansk), Matteo (italiensk), Matthew (engelsk), Mathieu (fransk), Matti (finsk), Mateusz (polsk), Mateja (serbisk), Mateo/Matej (kroatisk).